# Pastafarisme

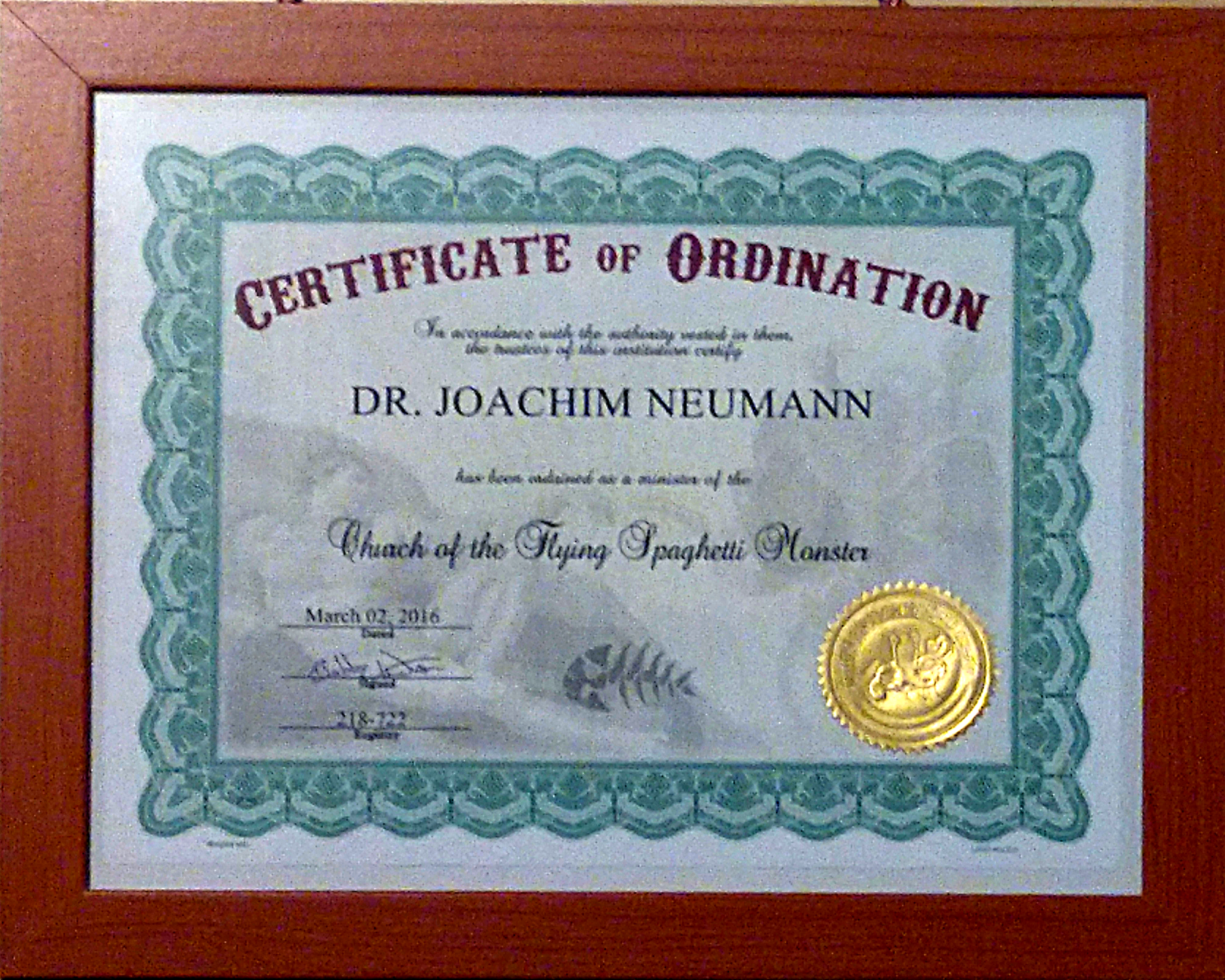
Certificat d'ordenació com a sacerdot del Dr. J Neumann

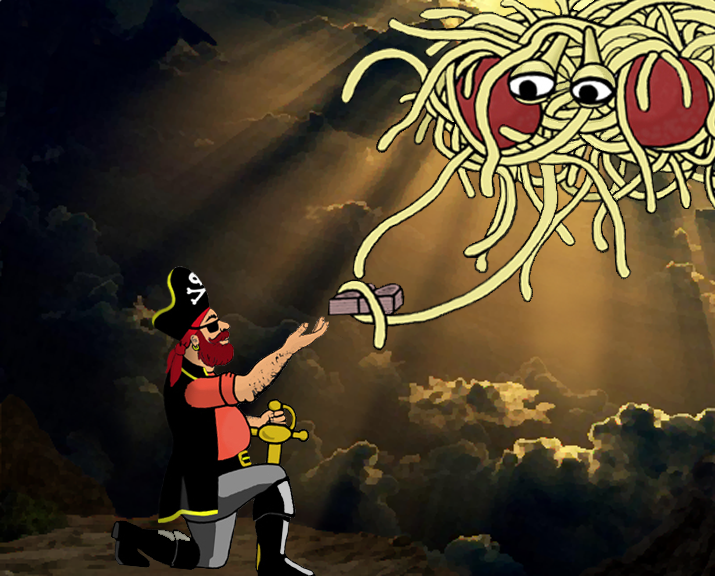
El capità Mosey rebent les taules sagrades: M'estimaria molt més que no

El pastafarisme és una religió paròdica creada com a resposta a la decisió del Consell Educatiu de l'Estat de Kansas (en anglès: Kansas State Board of Education) de finals de 2005 que va permetre que s'ensenyés el disseny intel·ligent com a una alternativa a la teoria científica de l'evolució. Aquesta decisió va ser revocada a l'agost de 2006.
El pastafarisme és fonamentalment una invenció de Bobby Henderson, llicenciat en física per la Universitat Estatal d'Oregon, a fi de demostrar irònicament que no correspon i és equivocat ensenyar el disseny intel·ligent com a teoria científica.
Aquesta religió s'ha convertit, des de llavors, en un fenomen d'Internet que reuneix molts «seguidors» del Monstre Volador d'Espagueti (MONESVOL o MEV, abreujat en català; en anglès: FSM o Flying Spaghetti Monster) que s'anomenen a si mateixos «pastafaris» (paròdia del terme rastafaris), i humorísticament proclamen haver estat «tocats pel Seu apèndix tallarinesc» i prediquen la paraula del seu «Senyor Tallarinesc» com la religió veritable. Monstruós Espagueti Volador és la forma ben traduïda, que ja es fa servir habitualment.

## Antecedents
Fins als anys vuitanta, les escoles nord-americanes tan sols podien impartir la doctrina teocèntrica de l'origen de l'univers (tal com es predica a la Bíblia), però els tribunals federals van començar a obligar els col·legis a dedicar, com a mínim, el mateix temps a la teoria de l'evolució. Els grups cristians més fonamentalistes es van rebel·lar, però cap a finals dels anys noranta es van imposar completament les tesis d'ensenyar només les teories científiques, pel fet de ser laiques i no dogmàtiques.
El 2004 el Consell d'Educació de l'Estat de Kansas va ordenar a les escoles estatals que a les classes de biologia s'havia d'assignar la mateixa quantitat d'hores lectives a la teoria del disseny intel·ligent i a la de l'evolució, ja que, segons la seva opinió, el disseny intel·ligent era una teoria científica. La comunitat científica rebutja aquesta fet. L'Acadèmia Nacional de Ciències dels Estats Units escrigué el 2008: "Ensenyar les teories creacionistes a les classes de ciència indueix confusió entre el que és científic i el que no ho és. Compromet la finalitat de l'ensenyament públic i la finalitat d'una educació científica de qualitat."

## Creació
Va ser així, com al juny de 2005, Bobby Henderson va publicar una carta oberta protestant per aquella norma arbitrària. Llavors, va demanar formalment que el pastafarisme tingués el mateix tracte, en presentar «conjectures lògiques basades en "proves observables aclaparadores"», igual que les que proclamava el disseny intel·ligent (o sigui, la idea que l'univers va ser creat per un Déu); calia, doncs, que també s'ensenyés com a teoria alternativa a la teoria de l'evolució. La carta avisava que, si no es feia així, «ens veurem forçats a procedir amb accions legals». Poc després, la seva sarcàstica carta va rebre dues respostes de dos simpatitzants, membres del Consell. A mitjans d'agost va rebre una tercera resposta.
En els dos mesos següents va créixer de manera constant el tràfic a la web del Monstruós Espagueti Volador de Henderson. La popularitat del lloc va explotar a l'agost quan el Monstruós Espagueti Volador va aparèixer a diversos blogs i llocs de notícies a Internet. Aviat li van seguir articles als principals mitjans.

## Creences
Moltes de les «creences» proposades per Henderson van ser triades amb intenció de parodiar els arguments comunament usats pels defensors del disseny intel·ligent:
- L'univers va ser creat per un Monstruós Espagueti Volador, invisible i indetectable. Totes les evidències que «erròniament» recolzen l'evolució les ha falsejades intencionadament aquest ésser, amb l'objectiu de posar a prova la fe dels seus fidels.
- El MEV fa que tot sembli més vell del que és en realitat. Per exemple, quan un científic realitza un procés de datació per carboni en un objecte arqueològic, podria veure que aproximadament el 75% del carboni 14 s'ha desintegrat, per emissió de neutrons, a nitrogen-14, i inferir que aquest artefacte és d'aproximadament 10.000 anys d'antiguitat, ja que el període de semidesintegració del carboni 14 sembla de 5.730 anys. Però el científic no s'adona que, cada vegada que realitza el mesurament, el MEV hi és, canviant els resultats amb El seu apèndix tallarinesc.
- Encara que el MEV posseeix un nom, aquest és tan bell i difícil de pronunciar que no només mata a qualsevol que ho intenti, sinó també a tot ésser viu en un radi de 6,0534 quilòmetres. Aquest radi es duplica quan un tracta d'escriure o mecanografiar el seu nom. Això ho va fer el MEV expressament només per a entretenir-se.
- L'escalfament global, els terratrèmols, els huracans i altres desastres naturals són conseqüència directa del fet que des del segle xix hagi disminuït el nombre de pirates per la correlació inversa entre la quantitat de pirates i les temperatures mundials. Aquest component de la teoria remarca la fal·làcia lògica defensada pels creacionistes, segons la qual la correlació implica causalitat.
- Bobby Henderson és el profeta d'aquesta Primera Església Unida del Monstruós Espagueti Volador (First United Church of the Flying Spaghetti Monster).
- El símbol principal és una creu, que en comptes de tenir un Jesús crucificat, hi té una forquilla per menjar espaguetis.
- Les oracions a «Ell» han d'acabar sempre amb la paraula «RAmén» en lloc d'«Amén». El Ramen és un tipus de fideu japonès.

Exemple:
| « | Oh, tallarines que sou als cels gurmets, santificada sigui la vostra farina. Vinguin a nosaltres els vostres nutrients, faci's la vostra voluntat a la Terra com als plats. Les nostres mandonguilles de cada dia, doneu-nos-les avui i perdoneu les nostres gules així com nosaltres perdonem aquells que no en mengen. No ens deixeu caure en la temptació (de no alimentar-nos de Vós) ans deslliureu-nos de la fam... Ramén. | » |

- La creença pastafari en el cel fa èmfasi en aquests dos punts:

1. Té volcans de cervesa fins on arriba la vista.
2. Té una fàbrica de strippers.

- En canvi, a l'infern:

1. També hi ha volcans de cervesa, però rància
2. Els i les ballarines de striptease tenen malalties venèries.

### Codi de conducta
- El monstre continua guiant invisiblement la conducta de cada ésser humà (creient o no) per mitjà dels seus «apèndixs tallarinescs ».
- Els pastafaris vesteixen completament amb roba de pirata.

#### El Capità Mosey i els vuitM'estimaria molt més que no
Els M'estimaria molt més que no són una paròdia dels Deu Manaments. Quan Mosey el capità pirata (una paròdia del Moisès bíblic) era al cim del Mont Salsa, va rebre consell del MEV en forma de deu taules de pedra. Aquestes van ser anomenades les "M'estimaria molt més que no" ("I'd really rather you didn't" en l'anglès original) pel MEV, "Manaments" per Mosey, i "Condiments" ("Commandments" és Manaments en anglès) per la seva tripulació pirata, que no havia escoltat abans la paraula "Manaments". Encara que originalment n'hi havia deu, dos van caure mentre Mosey baixava de la muntanya. Això explica, almenys en part, els laxos estàndards morals dels pastafaris. Els manaments del MEV es refereixen al tractament amb la gent d'altres creences, l'adoració a Ell, la conducta sexual, i la nutrició.
1. M'estimaria molt més que no actuessis com un imbècil rosegaaltars que es creu millor que els altres quan descriguis la meva tallarinesca santedat. Si alguns no creuen en mi, no passa res. De debò, no sóc tan vanitós. A més, això no és sobre ells, de manera que no canviïs de tema.
2. M'estimaria molt més que no usessis la meva existència com a mitjà per a oprimir, subjugar, castigar, eviscerar, o... ja m'entens, ser dolent amb els altres. Jo no requereixo sacrificis, i la puresa és per a l'aigua potable, no per a la gent.
3. M'estimaria molt més que no jutgessis les persones pel seu aspecte, o per com vesteixen, o per la manera com parlen, o... mira, sigues bona persona, d'acord? Ah, i fica-t'ho al cap: dona = persona, home = persona, Samey = Samey. Cap no és millor que l'altre, llevat que parlem de moda, és clar, però això, sentint-ho molt, ho vaig deixar en mans de les dones i d'alguns homes que coneixen la diferència entre verd mar i fúcsia.
4. M'estimaria molt més que no tinguessis una conducta que t'ofengui a tu mateix, o al teu company amorós mentalment madur i amb edat legal per a prendre les seves pròpies decisions. Pel que fa a qualsevol altra persona que hi vulgui objectar alguna cosa, em sembla que l'expressió és "fes-te fotre", llevat que ho trobi ofensiu, i si és així que apagui el televisor i surti a caminar, per variar.
5. M'estimaria molt més que no desafiessis les idees fanàtiques, misògines, i d'odi d'altres persones amb l'estómac buit. Primer menja, després vés a enxampar els cabrons.
6. M'estimaria molt més que no construïssis esglésies/temples/mesquites/santuaris multimilionaris a la meva tallarinesca santedat quan els diners es podrien gastar millor en (tu tries):
  1. Acabar amb la pobresa.
  2. Guarir malalties.
  3. Viure en pau, estimar amb passió, i baixar el preu de la televisió per cable.
Potser sí que sóc un ésser omniscient d'hidrats de carboni complexos, però sé gaudir de les coses senzilles de la vida. Prou que en sé: al capdavall, jo SÓC el creador.
7. M'estimaria molt més que no anessis contant-li a la gent que et parlo. No ets tan interessant. Madura d'una vegada. I et vaig dir que estimessis el teu proïsme: que no entens les indirectes?
8. M'estimaria molt més que no fessis als altres el que t'agradaria que et fessin a tu si et van les... doncs... les coses que gasten molt de cuir/lubricant/vaselina. Si a l'altra persona també li interessa (conforme al núm.4), llavors gaudiu-ne, feu-vos fotos i, per l'amor de la sal useu un PRESERVATIU! Ho dic de veres, és un tros de goma. Si no hagués volgut que en gaudíssiu hi hauria afegit punxes, o quelcom així.

## Flying Spaghetti Monster

L'emblema del FSM, el símbol de l'Església del Monstre Espagueti Volador, va ser creat pels lectors de la web Boing Boing. És una paròdia del símbol cristià Ichthys.

El Monstre d'Espaguetis Volador ("Flying Spaghetti Monster") (FSM) és el Déu de l'Església del Monstre Espagueti Volador o Pastafarianisme (un mot creuat entre pasta i Rastafari). Aquesta Església és un moviment social que promou una visió despreocupada de la religió i s'oposa l'ensenyament del disseny intel·ligent i del creacionisme per part de les escoles públiques. Tot i que els partidaris descriuen el Pastafarianisme com una religió genuïna, és generalment vista pels mitjans de comunicació com una religió de paròdia.

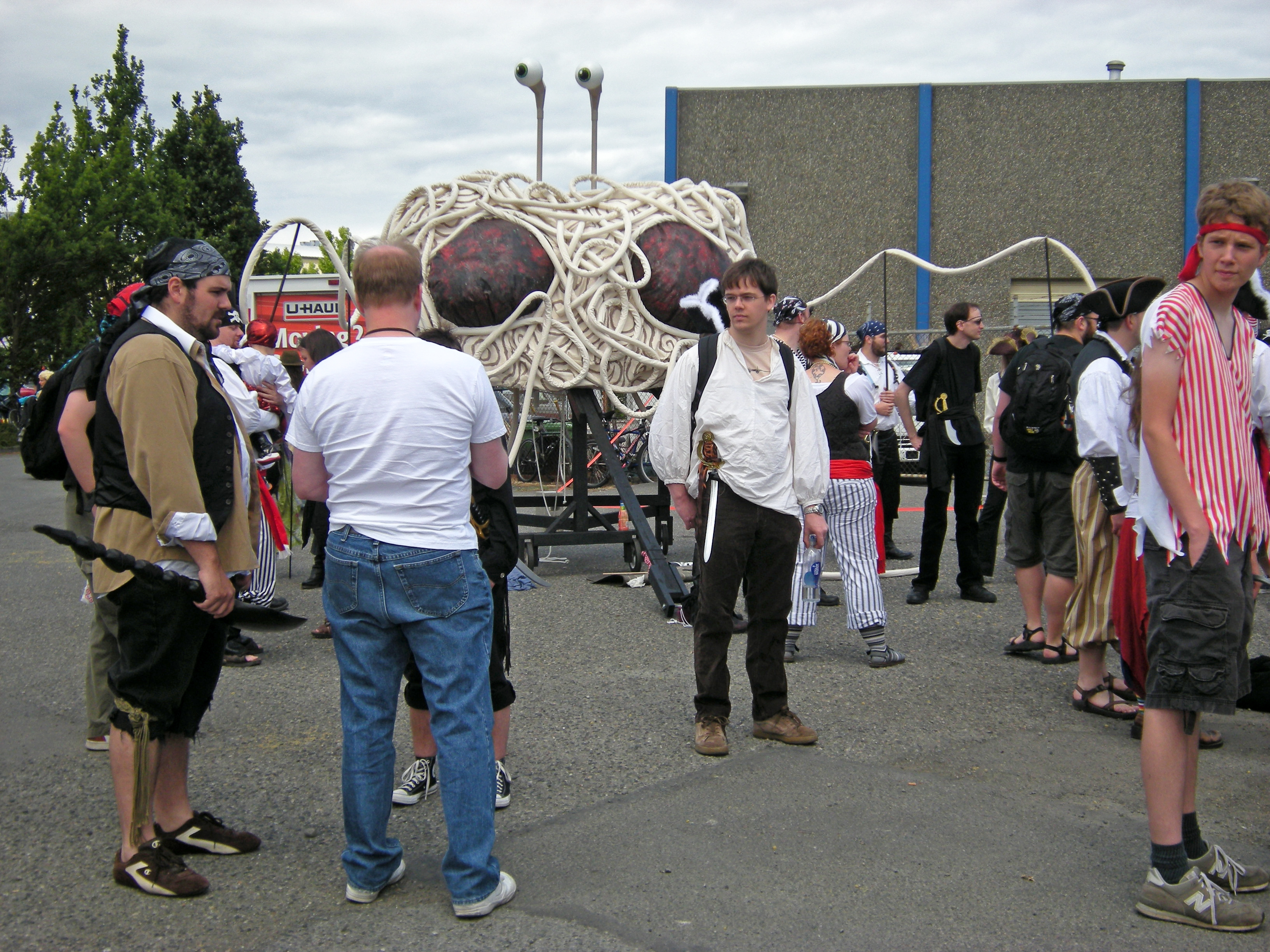
Seguidors del Monstre Espagueti Volador preparant-se per la desfilada del Solstici d'Estiu el 2009 a Fremont, Seattle, Washington

El Monstre Espagueti Volador es va descriure per primer cop en una carta oberta satírica escrita per Bobby Henderson el 2005 per protestar contra la decisió del "Kansas State Board of Education" per permetre l'ensenyament del disseny intel·ligent com una alternativa a l'evolució a les classes de ciència de l'escola pública. En aquella carta, Henderson va satiritzar el creacionisme professant la seva creença que quan un científic realitza una datació basada en el carboni, un creador sobrenatural que de prop s'assembla a uns espaguetis amb mandonguilles està allà canviant els resultats. Henderson va argumentar que les seves creences eren tan vàlides com el disseny intel·ligent, i va demanar el mateix temps d'ensenyament de la seva creença a les classes de ciència que l'evolució i el disseny intel·ligent. Després que Henderson publiqués la carta a la seva pàgina web, el Monstre Espagueti Volador va esdevenir ràpidament un fenomen d'Internet i un símbol d'oposició a l'ensenyament del disseny intel·ligent a les escoles públiques.
L'Església del Monstre Espagueti Volador té ara milers de seguidors, principalment concentrats en campus universitaris dins d'Amèrica del Nord i Europa. Segons Associated Press, la pàgina web de Henderson ha esdevingut un punt de trobada per adversaris de la teoria del disseny intel·ligent. En aquesta web els visitants realitzen quedades de Pastafarians vestits de pirates, es venen objectes relacionats i es pengen fotografies que mostren "visions" del Monstre Espagueti Volador.

## Reconeixement com a religió
Els defensors del Pastafarisme sempre han reivindicat la seva religió com una creença de fe vàlida i que hauria de rebre un tracte igual a la resta de religions. En alguns estats han aconseguit algun d'aquests reconeixements.
Àustria
Tot i que no està reconeguda oficialment el 2011 un ciutadà va aconseguir que un colador com a barret fos acceptat com una peça de roba religiosa. L'estat li va emetre un carnet de conduir vàlid amb una fotografia de la persona amb l'utensili de cuina al cap.
Espanya
L'octubre del 2020 l'Audiència Nacional espanyola va denegar l'entrada de la denominada "Església Pastafari" al registre oficial d'entitats religioses del Ministeri de Justícia. També va determinar que altres peticions d'entrada en aquest registre amb els noms de "Iglesia del Monstruo del Espagueti Volador" o "Legionarios de Monesvol" tampoc eren vàlides.
Estats Units d'Amèrica
Diferents Estats (Arizona, Califòrnia, Massachusetts, Nevada, Oklahoma, Tennessee, Texas, Utah, Wisconsin) han validat documents oficials amb fotografies de persones amb diversos elements al cap reivindicats com a pastafaristes o similars.
Nova Zelanda
El 2014, en aplicació de la llei que permet portar símbols religiosos al cap a les fotografies dels documents oficials, un home va obtenir un carnet de conduir vàlid amb un garbell d'espaguetis de color blau al cap.
L'estat de Nova Zelanda va fer-se famòs dintre del món del Pastafarisme en reconèixer aquest moviment com una religió de ple dret. Com a tal es va publicar al butlleti oficial del govern que podien oficiar casaments pastafaris vàlids davant la llei. El 16 d'abril de 2016 se celebra el primer casament reconegut, fou a bord d'un vaixell d'ambientació pirata tal com marquen els seus costums.
Països Baixos
El gener de 2016 la cambra holandesa de comerç va incloure el Pastafarisme com a kerkgenootschap (associació religiosa). Aquell mateix any una sentència en resposta a diversos intents, alguns exitosos, de ciutadans que volien usar una fotografia amb un colador al cap en els seus documents oficials, un tribunal de Groningen va publicar que el Pastafarisme no pot ser considerat com una religió sinó més aviat com una mode de vida. D'aquesta manera s'entenia que els pastafaristes no tenen el deure moral o religiós de portar el cap cobert.
Polònia
El Ministeri de l'Administració i Digitalització polonès va determinar el 2013 que no es podia reconèixer el Pastafarisme com una religió perquè no tenia les característiques associades a un culte religiós.
Txèquia
L'estat txec va dictaminar el 2013 que la igualtat entre totes les religions que consta a les seves lleis li permetia a una persona usar una fotografia de carnet per al seu document personal d'identitat portant un colador al cap.